# مارسلو زالایتا
مارسلو زالایتا (انگلیسی: Marcelo Zalayeta؛ زادهٔ ۵ دسامبر ۱۹۷۸) بازیکن فوتبال اهل اروگوئه است.
زالایتا به عنوان بازیکن، سابقهٔ حضور در باشگاه‌های دانوبیو، پنارول، یوونتوس، امپولی، سویا، پروجا، ناپولی، بولونیا و قیصریه‌اسپور را نیز دارد.

## تیم ملی اروگوئه
زالایتا ۴۷ بازی ملی برای تیم ملی اروگوئه به انجام رسانده است. وی همچنین ۱۰ گل ملی به ثمر رسانده است.
او به همراه تیم ملی اروگوئه در سال ۱۹۹۹ به مقام نایب قهرمانی در کوپا آمریکا دست یافت.